# Paj Jü (színművész, 1990)
Paj Jü (白宇, Bái Yù, 1990. április 8.–) kínai színész, aki leginkább a Vej vej ji hsziao hen csing cseng (Wēi Wēi Yī Xiào Hěn Qīng Chéng) (Love O2O), a Mej zsen vej hszien (Měi rén wéi xiàn) (Memory Lost),  a Csen hun (Zhen hun) (Guardian) és a Sen tan (Shēn tàn) (Detective L) című sorozatokkal vált ismertté.

## Élete és pályafutása
Paj (Bai) egy kis faluban nőtt fel, a középiskolát szülővárosában, Hszian (Xian)ban végezte, majd 2009-ben felvételt nyert a Központi Színművészeti Egyetem színjátszás szakára.
2014-ben a Tiao sze zse csi (Diǎo sī rì jì) (0.5 Diors) című websorozatban debütált színészként. 2015-ben a Csang ta (Zhǎng dà) (Grow Up)című kórházsorozatban játszott, melyben egy lázadó rezidenst alakított. Ezt romantikus sorozatok követték.
2016-ban a Sao suaj (Shǎo shuài) (Young Marshal) című háborús televíziós sorozatban nyújtott alakítása felkeltette a kritikusok figyelmét. Ugyancsak elismerésre tett szert a nagy sikerű Vej vej ji hsziao hen csing cseng (Wēi Wēi Yī Xiào Hěn Qīng Chéng) (Love O2O) című romantikus sorozattal. Első főszerepét a Mej zsen vej hszien (Měi rén wéi xiàn) (Memory Lost) című krimisorozatban kapta, melyet Ting Mo (Ding Mo) azonos című webregényéből adaptáltak. Ez a sorozat alapozta meg Paj (Bai) népszerűségét Kínában.
2017-ben a hazafias érzelmű Csien csün taje (Jiàn jūn dàyè) (The Founding of an Army) című mozifilmben játszott, kritikai sikerrel. 2018-ban ezt a Huer csin hszia (Hū'ér jīnxià) (Suddenly This Summer) című melodráma követte. A Csen hun (Zhen hun) (Guardian) című fantasysorozatban Csu Ji-lung (Zhu Yilong) oldalán játszott főszerepet. A sorozat nagyon népszerű lett online, ami hozzájárult Paj (Bai) népszerűségéhez is. A Forbes China magazin 2017-ben Ázsia harminc legbefolyásosabb harminc év alatti embere (30 Under 30) közé választotta.
2019-ben meghívták a Kínai Központi Televízió újévi gálaműsorába, ahol egy dalt adott elő. Ugyanebben az évben forgatta a Sen tan (Shēn tàn) (Detective L) című detektívsorozatot. 2019-ben a Forbes China kínai hírességeinek százas listáján 36. helyen szerepelt.
2020-ban a Peng laj csien (Péng lái jiān) (Fairyland Lovers) című romantikus fantasysorozatban játszott. A Forbes China azévi hírességlistáján a 68. volt.

## Filmográfia

### Filmek
| Év   | Angol cím                     | Kínai cím (pinjin és magyaros)                                                     | Szerep                                                          | Megjegyzés |
| ---- | ----------------------------- | ---------------------------------------------------------------------------------- | --------------------------------------------------------------- | ---------- |
| 2016 | Love O2O                      | Vej vej ji hsziao hen csing cseng (微微一笑很倾城, Wēi Wēi Yī Xiào Hěn Qīng Chéng) | Cao Kuang / Csen-suj Vu-hsziang (Cao Guang / Zhenshui Wuxiang ) | [ 22 ]     |
| 2016 | When Larry Met Mary           | Lu Jao cse Ma-li (陆垚知马俐, Lù Yáo zhī Mǎlì)                                     |                                                                 | cameo      |
| 2016 | The Fraud Love Group          | Pien aj tien tuan (骗爱天团, Piàn ài tiān tuán)                                    | Jang Hsziu-hszien (Yang Xiuxian)                                | [ 23 ]     |
| 2017 | The Founding of an Army       | Csien csün taje (建军大业, Jiàn jūn dàyè)                                          | Caj Csing-csuan (Cai Qingchuan )                                | [ 12 ]     |
| 2018 | Legend of Demon Catcher Fahai | Csi jao Fa-haj csuan (缉妖法海传, Jī yāo Fǎhǎi chuán)                              | Pej Ven-tö (Pei Wende)                                          | [ 24 ]     |
| 2019 | Looking Up                    | Jin ho pu hszi pan (银河补习班, Yín hé bǔ xí bān)                                  | Ma Fej (Ma Fei)                                                 | [ 25 ]     |

### Televíziós sorozatok
| Év   | Angol cím            | Kínai cím (pinjin és magyaros)                                                     | Szerep                        | Csatorna                          | Megjegyzés     |
| ---- | -------------------- | ---------------------------------------------------------------------------------- | ----------------------------- | --------------------------------- | -------------- |
| 2014 | 0.5 Diors            | Tiao sze zse csi (屌丝日记, Diǎo sī rì jì)                                         | Ju Tung-tung (You Dongdong)   | LeTV                              | [ 4 ]          |
| 2015 | Grow Up              | Csang ta (长大, Zhǎng dà)                                                          | Hszie Nan (Xie Nan)           | Dragon TV                         | [ 5 ]          |
| 2016 | Young Marshal        | Sao suaj (少帅, Shǎo shuài)                                                        | Feng Jung (Feng Yong)         | Peking (Beijing) TV, Dragon TV    | [ 7 ]          |
| 2016 | Love O2O             | Vej vej ji hsziao hen csing cseng (微微一笑很倾城, Wēi Wēi Yī Xiào Hěn Qīng Chéng) | Cao Kuang (Cao Guang)         | Dragon TV, Csiangszu (Jiangsu) TV | [ 9 ]          |
| 2016 | Hello, Joann         | Ni hao Csiao-an (你好乔安, Nǐ hǎo Qiáo-ān)                                         | Csen Hsziao (Chen Xiao)       | Csöcsiang (Zhejiang) TV           | [ 6 ]          |
| 2016 | Memory Lost          | Mej zsen vej hszien (美人为馅, Měi rén wéi xiàn)                                   | Han Csen (Han Chen)           | iQiyi                             | [ 10 ]         |
| 2017 | Above the Clouds     | Jün tien cse sang (云巅之上, Yún diān zhī shàng)                                   | Mu Ko (Mu Ge)                 | iQiyi                             |                |
| 2018 | Suddenly This Summer | Huer csin hszia (忽而今夏, Hū'ér jīnxià)                                           | Csang Jüan (Zhang Yuan)       | Tencent                           | [ 13 ]         |
| 2018 | Guardian             | Csen hun (镇魂, Zhen hun)                                                          | Csao Jün-lan (Zhao Yunlan)    | Youku                             | [ 14 ]         |
| 2019 | Detective L          | Sen tan (绅探, Shēn tàn)                                                           | Luo Fej (Luo Fei)             | Tencent                           | [ 18 ]         |
| 2020 | Fairyland Lovers     | Peng laj csien (蓬莱间, Péng lái jiān)                                             | Paj Csi (Bai Qi)              | Tencent                           | [ 26 ]         |
| 2020 | The Long Night       | Csenmo tö csenhsziang (沉默的真相, Chénmò de zhēnxiàng)                            | Csiang Jang (Jiang Yang)      | iQiyi                             |                |
| 2021 | Vacation of Love     | Csiazsi nuan jangjang (假日暖洋洋, Jiàrì nuǎn yángyáng)                            | Hou Hao                       |                                   | [ 27 ]         |
| 2021 | Minning Town         | Minning csen (闽宁镇, Mǐnníng zhèn)                                                | Ting Si-csün (Ding Shijun)    |                                   | vendégszereplő |
| 2021 | The Bond             | Csiao csia tö ernü (乔家的儿女, Qiáo jiā de érnǚ)                                  | Csiao Ji-cseng (Qiao Yicheng) |                                   | [ 29 ]         |
| TBA  |                      | Feng csi Lunghszi (风起陇西, Fēng qǐ Lǒngxī)                                       |                               |                                   | [ 30 ]         |

## Fordítás
- Ez a szócikk részben vagy egészben  a   Bai Yu (actor) című angol Wikipédia-szócikk ezen változatának fordításán alapul.  Az eredeti cikk szerkesztőit annak laptörténete sorolja fel. Ez a jelzés csupán a megfogalmazás eredetét és a szerzői jogokat jelzi, nem szolgál a cikkben szereplő információk forrásmegjelöléseként.